# CR不二子におまかせ
CR不二子におまかせ（シーアールふじこにおまかせ）は、平和が開発・販売したデジパチのパチンコ。モンキー・パンチ作の漫画・アニメ作品『ルパン三世』とのタイアップ機第2弾である。本項では、CR機版と同時に販売された現金機版についても述べる。

## 概要
2000年6月に、『CRルパン三世』の後継機として販売開始。機種名の通り、『ルパン三世』の主要人物である峰不二子をメインに据えたスピンオフ機種である。
盤面右側を不二子の巨大なフィギュアが占めており、右打ちが不可能なゲージ構成となっている。これは2000年当時としては斬新なゲージ構成であった。

## スペック
いずれもメーカー発表の数値。
- CR不二子におまかせK
  - 出玉数 - 約2250個
  - 賞球数 - 5&15
  - 大当たり確率 - 1/316.6（高確率時1/58.6）
  - 確変図柄 - 3・5・7・10・11・12・13
  - 確変割合 - 1/2（50%）

- CR不二子におまかせA
  - 出玉数 - 約2100個
  - 賞球数 - 5&14
  - 大当たり確率 - 1/316.6（高確率時1/58.6）
  - 確変図柄 - 3・5・7・10・11・12・13
  - 確変割合 - 1/2（50%）

- 不二子におまかせV
  - 出玉数 - 約2080個
  - 賞球数 - 5&13
  - 大当たり確率 1/223.4
  - 10・11・12・13で200回、3・5・7で100回、その他で50回の時短

## ゲーム機への移植
- プレイステーション用ソフト『HEIWA Parlor! PRO 不二子におまかせスペシャル』（日本テレネット）が2000年12月28日に発売された。